# جورج ال. پی. ردکلیف
جورج ال.پی. ردکلیف (به انگلیسی: George Lovic Pierce Radcliffe) سناتور سابق عضو حزب دموکرات ایالات متحده آمریکا بود. وی در سال ۱۹۳۵ تا ۱۹۴۷ میلادی سناتور ایالت مریلند در سنای ایالات متحده آمریکا بود.